# فرودگاه اس‌ال‌ای‌اف کوگالا
فرودگاه اس‌ال‌ای‌اف کوگالا (به انگلیسی: SLAF Koggala) یک فرودگاه همگانی و نظامی با کد یاتا KCT است که یک باند فرود آسفالت دارد و طول باند آن ۹۵۸/ ۴۳ متر است. این فرودگاه در کشور سری‌لانکا قرار دارد و در ارتفاع ۳ متری از سطح دریا واقع شده است.

## شرکت‌های هواپیمایی و مقصدهای پروازی
| شرکت‌های هواپیمایی                         | مقصدهای پروازی                            |
| ----------------------------------------- | ----------------------------------------- |
| Air Senok                                 | چارتر: راتمالانا                          |
| فیتس‌ایر                                   | چارتر: راتمالانا                          |
| Millennium Airlines                       | چارتر: راتمالانا، باندرانیکی              |
| Helitours                                 | چارتر: راتمالانا، ماتالا                  |
| سریلانکان ایرلاینز اجرا توسط Cinnamon Air | باندرانیکی Waters Edge Colombo City (DWO) |